# Sergej Kapus
Sergej Kapus slovenski slikar, umetnostni zgodovinar (teoretik) in profesor, *19. november 1950, Ljubljana, † julij 2023.

### Biografija
Diplomiral na Filozofski fakulteti v Ljubljani na oddelku za umetnostno zgodovino in sociologijo. Razstavljati je začel leta 1975. Je avtor teoretičnih in kritičnih spisov o modernem slikarstvu, ki jih je publiciral v revialnem tisku in razstavnih katalogih. Leta 1991 je v Moderni galeriji v Ljubljani organiziral razstavo Podoba in snov, ki je predstavljala pregled slovenskega visokomodernističnega slikarstva sedemdesetih let. Leta 1998 je v založbi Moderne galerije v Ljubljani izdal monografijo o slikarju Jožefu Petkovšku. Leta 1999 je v okviru programa Narodne galerije v Ljubljani pripravil razstavo Jožef Petkovšek; Podvojene slike. Leta 2000 mu je Univerza v Ljubljani dodelila priznanje umetniških del in ga leta 2001 habilitirala za docenta za slikarstvo. Leta 2002 je imel veliko retrospektivno razstavo v Moderni galeriji v Ljubljani. Od leta 1992 do 2005 je na Pedagoški fakulteti v Ljubljani predaval o moderni umetnosti, od leta 2005 pa na oddelku za slikarstvo na Akademiji za likovno umetnost in oblikovanje v Ljubljani. Leta 2019 je prejel nagrado Ivane Kobilce za življenjsko delo, ki jo podeljuje Društvo likovnih umetnikov Ljubljana in 2020 Jakopičevo nagrado.

## Samostojne razstave
- 1975 Trst / Trieste, Slovenski kulturni dom, april 1975 (z L. Vodopivcem in M. Butino)
- 1976 Ljubljana, ŠKUC, dvorana v Študentskem naselju, april 1976
- 1981 Ljubljana, Galerija ŠKUC 1981 (s F. Grudnom)
- 1982 Koper, Galerija Meduza, avgust 1982

Ljubljana, Koncertni atelje Društva slovenskih skladateljev (DSS), december 1982
- 1983 Ljubljana, Galerija Labirint, september 1983
- 1984 Ljubljana, Bežigrajska galerija, junij 1984
- 1986 Ljubljana, Galerija Equrna, maj 1986 (s F. Grudnom)
- 1987 Koper, Galeriji Loža in Meduza, oktober 1987 (Slike / Paintings 1973-87)

Ljubljana, Galerija Equrna, december 1987 (Slike / Paintings 1973-87)
- 1989 Ljubljana, Mala galerija, januar - februar 1989

Zagreb, Studio Galerije suvremene umjetnosti, maj 1989
Ljubljana, Galerija Equrna, november 1989 (z B. Gorencem)
- 1991 Ljubljana, Bežigrajska galerija, november 1991 (Slike / Paintings 1991)
- 1994 Ljubljana, Galerija Equrna, junij 1994
- 1996 Ljubljana, Bežigrajska galerija, avgust 1996
- 1999 Ljubljana, Galerija Kos, september 1999

Ljubljana, Galerija Equrna, november 1999 (Mera časa)
- 2002 Ljubljana, Moderna galerija
- 2003 Ljubljana, Galerija Equrna, julij 2003 (Mreže sveta)
- 2007 Ljubljana, Mala galerija, november-december 2007
- 2008 Benetke/Venezia, Galerija A+A, marec-april 2008

## Skupinske razstave
- 1980 Razstava mladih slovenskih umetnikov. Rojeni po 1945. - Ljubljana, Likovno razstavišče Rihard Jakopič, marec - april 1980.

Emerik Bernard, Lucijan Bratuš, France Gruden, Sergej Kapus, Tone Lapajne, Andraž Šalamun, Tugo Šušnik, Janko Testen, Žarko Vrezec, Dragica Čadež, Matjaž Počivavšek in Lujo Vodopivec. - Ljubljana, Galerija Tivoli ( Pod Turnom 4 / Švicarija ), september 1980. 
- 1981 Andraž Šalamun, Emerik Bernard, France Gruden, Lujo Vodopivec, Sergej Kapus, Žare Vrezec. - Ljubljana, Biotehniška fakulteta, april 1981

Bernard, Bezlaj, Gruden, Kapus, Počivavšek, Podgornik, Sambolec, Slak, Šalamun, Šušnik, Vodopivec, Vrezec Ljubljana, Galerija Tivoli ( Pod Turnom 4 / Švicarija ), junij 1981 
- 1983 Trajna delovna skupnost samostojnih kulturnih delavcev Ljubljana - Equrna. - Ljubljana, Mestna galerija, marec 1983.

Other Criteria: Slovenija. - Trst / Trieste, Galerija Tržaške knjigarne / TK galleria, junij 1983. 
- 1984 Likovna razmerja. - Metlika, Ganglovo razstavišče, avgust 1984.
- 1984/ 85 Bernard, Gruden, Kapus, Počivavšek, Sambolec, Šušnik, Vodopivec, Vrezec. - Ljubljana, Likovno razstavišče Rihard Jakopič, september 1984. Prenos: Piran, Mestna galerija, februar, marec 1985

Mlada slovenska umetnost, Beograd, Muzej savremene umetnosti , november 1984 Prenos: Sarajevo, Collegium artisticum, od 8. 1. 1985. Ljubljana, Likovno razstavišče Rihard Jakopič, oktober 1985. 
- 1986 XIV memorijal Nadežde Petrović. - Čačak, Umetnička galerija Nadežda Petrović, oktober 1986.

Geometrijske tendencije danas, Apatin, Galerija Kulturnog centra; Ljubljana, Moderna galerija, oktober 1986. Prenos: Ljubljana, Moderna galerija, 1987 
- 1987 Nove pridobitve Moderne galerije 1983-1986 - Ljubljana, Moderna galerija, april 1987.

Slovenska likovna umjetnost - sadašnji trenutak. - Koprivnica, Galerija Koprivnica; Varaždin, Galerija slika Varaždin, april - junij 1987. 
Jugoslovenska dokumenta '87. - Sarajevo, Olimpijski centar Skenderija, maj 1987. 
Prvi salon Equrne . - Ljubljana, Galerija Equrna, junij 1987. 
10 + 10. Međurepublička razmjena između SHDLU-a i ZDSLU-a / Medrepubliška izmenjava med ZDSLU-ov in SHDL-u. - Zagreb, Galerija Karas; Ljubljana, Mestna galerija, junij in oktober 1987. 
7. dubrovački salon. - Dubrovnik, Umjetnička galerija, oktober 1987. 
- 1988 Art 19'88. Die internationale Kunstmesse. - Basel, Swiss industrial Fair, junij 1988.
- 1989 Izbrana dela iz zbirk Moderne galerije. - Ljubljana, Moderna galerija, od 7.2. 1989.

XV memorijal Nadežde Petrović. - Čačak, Umetnička galerija Nadežda Petrović, maj 1989. 
Jugoslovenska dokumenta '89. - Sarajevo, Olimpijski centar Skenderija, julij 1989. 
Razprte podobe. Izbrana dela slovenske umetnosti osemdesetih / Disclosed Images. Selected slovene Works of Art of Eighties. - Szombathely, Keptar; Budimpešta, Mücsarnok; Maribor, Razstavni salon Rotovž, september 1989 - februar - april 1990. 
Slike prostora - prostori slike. - Zrenjanin, Narodni muzej, november 1989. 
- 1990 Ljubljana, Galerija Fokus, januar 1990; otvoritvena razstava.

Izbor II. - Beograd, Umetnički paviljon Cvijeta Zuzorić, julij 1990. 
- 1991 Z roba. Območja slovenske umetnosti 1985 - 1990. - Maribor, Umetnostna galerija, marec 1991.

Poetike osemdesetih let v slovenskem slikarstvu in kiparstvu. - Milje / Muggia, Beneška hiša / Casa Veneta ; Koper, Galerija Loža in Piran, Mestna galerija; Ljubljana, Moderna galerija, junij - avgust in december 1991. 
Kunst, Europa 1991. - Siegen, Städtische Galerie Haus Seel, junij - avgust 1991. 
- 1992 Slikarji in kiparji za Metelkovo. - Ljubljana, bivša elektrarna na Slomškovi ulici, februar 1992.

Ribnica '90'91. - Ribnica na Dolenjskem, Galerija Miklove hiše, julij 1992. 
Izbor iz ribniške likovne zbirke. - Ljubljana, Moderna galerija; Piran, Mestna galerija, avgust in oktober 1992. 
Odsotnost figure, Celje, Likovni salon; oktober 1992. Prenos leta 1993: Brežice, Galerija Posavskega muzeja, marec 1993 
Drugi salon Equrne, Ljubljana, Galerija Equrna, 1992 
- 1993 Slikarske metamorfoze. 10. obletnica galerije Equrna. - Ljubljana, Galerija Equrna, januar 1993.
- 1994 Von Uns aus… Neue Kunst aus Slowenien, Marburg an der Lahn, Universitätsmuseum; Wiesbaden, Umgang des hessischen Landtags, junij - september 1994 Hanau, Stadthalle, september 1996.
- 1994 Angelske prisotnosti. - Ljubljana, Galerija Equrna, december 1994.
- 1995 Likovna kolonija Fondacije Rembrandt - Radenci, Galerija Radenske, oktober 1995.

Von Uns aus… Neue Kunst aus Slowenien, Bonn, Gästhaus der Landesvertretung Hessen; Bruselj / Bruxelles, Informationsbüro des Landes Hessen; Göttingen, Altes Rathaus marec - december 1995. 
Arte Contemporanea Slovena. Anni Ottanta Anni Novanta / Sodobna slovenska umetnost. - Trst / Trieste, Sala Franco Soprintendenza ai Baaaas per il Friuli-Venezia Giulia (prireditelj Obalne galerije Piran); Piran, Mestna galerija, oktober - december 1995. 
- 1996 Iz stalne zbirke Obalnih galerij. - Piran, Mestna galerija, december 1996.

Von Uns aus… Neue Kunst aus Slowenien, Hanau, Stadthalle, september 1996. 
- 1997 Umetniška zbirka Factor banke. - Ljubljana, Galerija Equrna, januar 1997.

Resnične prisotnosti. - Ljubljana, Galerija Equrna, maj 1997. 
- 1998 Profesorji Oddelka za likovnopedagogiko na Pedagoški fakulteti v Ljubljani. - Ljubljana, Jakopičeva galerija, januar 1998

Iz ateljejev učiteljev likovne pedagogike Pedagoške fakultete v Ljubljani. - Škofja Loka, Galerija Loškega muzeja, marec 1998. 
- 1999 Art in Slovenia 1976-1999.- Piran, Mestna galerija in Koper, Pretorska palača ter galeriji Loža in Meduza, junij 1999.
- 2001 Likovna zbirka Factor banke. - Ljubljana, Moderna galerija, marec 2001.

Oko in njegova resnica. Spektakel in resničnost v slovenski umetnosti 1984-2001. - Ljubljana, Moderna galerija, april 2001. 
Prostor spreminjanj. Bežigrajska galerija 1976-2001. - Ljubljana, Bežigrajska galerija, julij 2001. 
Prostor, iluzija, želja. - Celje, Galerija sodobne umetnosti, november 2001. 
Tretja razstava novih pridobitev umetniške zbirke NLB. Izbor odkupljenih del v letih od 1998 do 2001. - Ljubljana, Avla Nove Ljubljanske banke, december 2001. 
- 2002 30 let. Koper, Galerija Meduza, december 2002.
- 2003 Do roba in naprej. Slovenska umetnost 1975 - 1985. - Ljubljana, Moderna galerija, februar - maj 2003.

Podobe 80/90. Ribnica, Miklova hiša, avgust, september 2003. 
- 2004 Abstraktno slikarstvo od Mušiča do Rimeleja. Koper, Galerija Loža, januar 2004.

Deveta razstava Umetniške zbirke NLB. Ljubljana, Avla Nove Ljubljanske banke, april, maj 2004. 
Politike slikarstva. - Piran, Mestna galerija, maj - avgust 2004. 
Razširjeni prostori umetnosti: Slovenska umetnost 1985 - 1995. Ljubljana, Moderna galerija, junij - september 2004. 
20 let pozneje. Ljubljana, Galerija Equrna, november 2004. 
Razstava profesorjev Oddelka za likovno pedagogiko Pef. Ljubljana, Pedagoška fakulteta, december 2004. 
- 2005 Politike slikarstva. - Ljubljana, Galerija CD, februar 2005.

Politike slikarstva. - Firminy, Chateau des Bruneaux, april 2005. 
Kunst und Identität / Umetnost in identiteta. - Wien, Slowenisches Kulturzentrum Korotan / Dunaj, Slovenski kulturni center Korotan, maj, junij 2005. 
Izbrana dela iz Umetniške zbirke Nove Ljubljanske banke; Poglavja iz razvoja slovenskega slikarstva 20. stoletja. - Maribor, Umetnostna galerija Maribor, september, oktober, november 2005. 
Umjetnost i identitet. - Zagreb, Galerija Učiteljske akademije, oktober 2005.
- 2006 Razstava profesorjev Oddelka za likovno pedagogiko Pef. Ljubljana, Deželni dvorec, december 2006.
- 2007 Arte Slovena contemporanea / Slovenska likovna umetnost. Iz Umetniške zbirke Nove Ljubljanske banke, Pokrajinski muzeji Gorica, februar-april 2007.

60 let Pef. Razstava likovnih del profesorjev oddelka za likovno pedagogiko. Pedagoška fakulteta Univerze v Ljubljani, Ljubljana, Mestna hiša, september, oktober 2007.
- 2008 Slovensko slikarstvo po letu 1945. Iz umetniške zbirke NLB. Bruxelles, l'Hotel de Ville de Bruxelles, Grand-Place, februar-maj 2008.